# Cantonul Pontarlier
Cantonul Pontarlier este un canton din arondismentul Pontarlier, departamentul Doubs, regiunea Franche-Comté, Franța.

## Comune
- Bannans
- Bouverans
- Chaffois
- La Cluse-et-Mijoux
- Dommartin
- Doubs
- Les Fourgs
- Granges-Narboz
- Les Grangettes
- Les Hôpitaux-Neufs
- Les Hôpitaux-Vieux
- Houtaud
- Malbuisson
- Malpas
- Montperreux
- Oye-et-Pallet
- La Planée
- Pontarlier (reședință)
- La Rivière-Drugeon
- Sainte-Colombe
- Saint-Point-Lac
- Touillon-et-Loutelet
- Verrières-de-Joux
- Vuillecin